# Attagenus abbreviatus
Attagenus abbreviatus es una especie de coleóptero de la familia Dermestidae. Es endémico de las islas Canarias (España).